# Top10
Die Top10 ist der führende Wettbewerb für Rugby Union in Italien. Die erste Meisterschaft fand 1929 statt. Organisiert wird die Meisterschaft von der Federazione Italiana Rugby. Die Hochburgen des italienischen Rugby liegen fast alle im Norden des Landes, hauptsächlich in der Lombardei und in Venetien.
Im Jahr 2002 erfolgte eine Reorganisation, als die besten zehn Mannschaften die neue Liga Super 10 bildeten. Seit der Saison 2020/21 trägt die Meisterschaft den heutigen Namen und umfasst zehn Teams. Die zwei besten Teams sind beim europäischen Pokalwettbewerb EPCR Challenge Cup spielberechtigt. Benetton Rugby Treviso und Zebre Parma, die zwei stärksten italienischen Teams, sind nicht in der Top10 vertreten, sondern in der multinationalen United Rugby Championship und im European Rugby Champions Cup.

## Mannschaften

Altes Logo Super 10

In der Saison 2023/24 spielten folgende zehn Mannschaften in der Top10:
| - Colorno - Fiamme Oro - Lyons Piacenza - Mogliano - Petrarca | - Rangers Vicenza - Rovigo Delta - Valorugby Emilia - Viadana |

## Meister

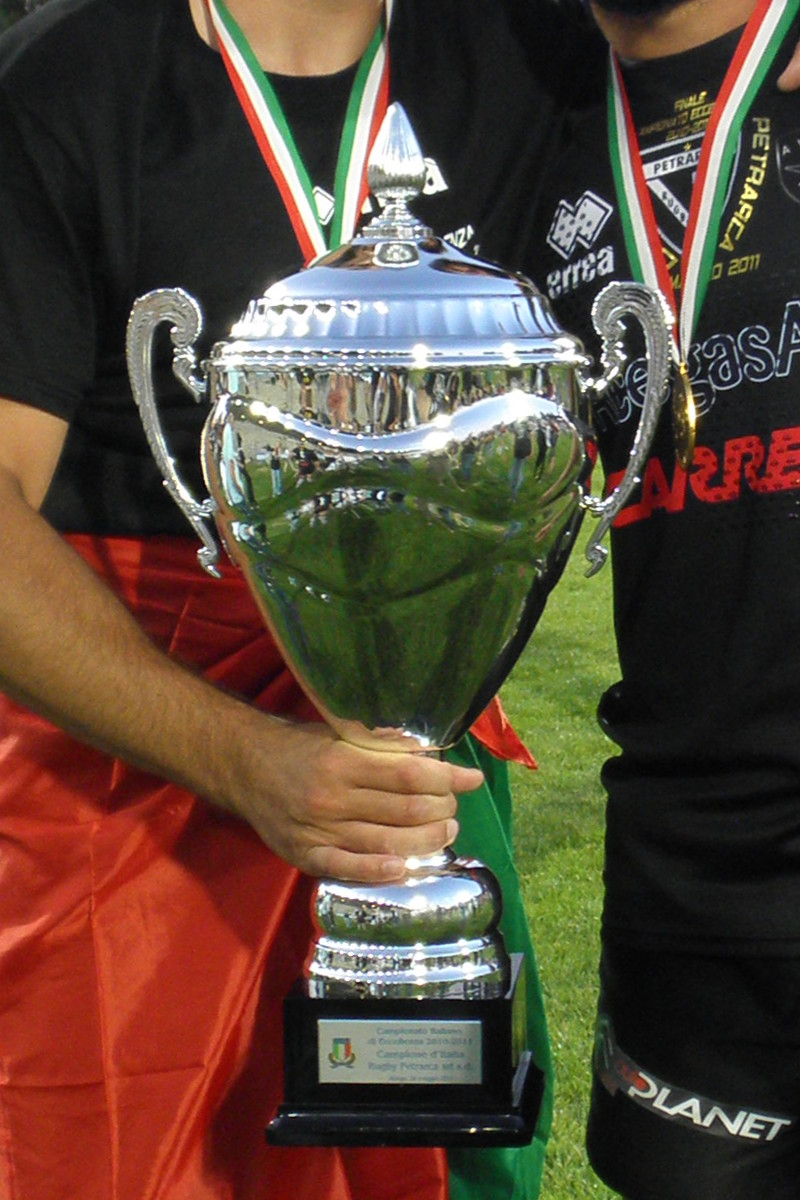
Pokal der Top10

| - 1929 Ambrosiana Milano - 1930 Amatori Milano - 1931 Amatori Milano - 1932 Amatori Milano - 1933 Amatori Milano - 1934 Amatori Milano - 1935 Rugby Roma - 1936 Amatori Milano - 1937 Rugby Roma - 1938 Amatori Milano - 1939 Amatori Milano - 1940 Amatori Milano - 1941 Amatori Milano - 1942 Amatori Milano - 1943 Amatori Milano - 1946 Amatori Milano - 1947 Ginnastica Torino - 1948 Rugby Roma - 1949 Rugby Roma - 1950 Parma - 1951 Rovigo - 1952 Rovigo - 1953 Rovigo - 1954 Rovigo - 1955 Parma - 1956 Faema Treviso - 1957 Parma - 1958 Fiamme Oro Padova | - 1959 Fiamme Oro Padova - 1960 Fiamme Oro Padova - 1961 Fiamme Oro Padova - 1962 Rovigo - 1963 Rovigo - 1964 Rovigo - 1965 Partenope - 1966 Partenope - 1967 L'Aquila - 1968 Fiamme Oro Padova - 1969 L'Aquila - 1970 Petrarca Padova - 1971 Petrarca Padova - 1972 Petrarca Padova - 1973 Petrarca Padova - 1974 Petrarca Padova - 1975 Concordia Brescia - 1976 Sanson Rovigo - 1977 Petrarca Padova - 1978 Metalcrom Treviso - 1979 Sansom Rovigo - 1980 Petrarca Padova - 1981 Mael L'Aquila - 1982 Scavolini L'Aquila - 1983 Benetton Treviso - 1984 Petrarca Padova - 1985 Petrarca Padova - 1986 Petrarca Padova | - 1987 Petrarca Padova - 1988 Colli Euganei Rovigo - 1989 Benetton Treviso - 1990 Cagnoni Rovigo - 1991 Amatori Milano - 1992 Benetton Treviso - 1993 Charro Amatori Milano - 1994 L'Aquila - 1995 Milan Amatori Milano - 1996 Milan Amatori Milano - 1997 Benetton Treviso - 1998 Benetton Treviso - 1999 Benetton Treviso - 2000 R.D.S. Rugby Roma - 2001 Benetton Treviso - 2002 Viadana - 2003 Benetton Treviso - 2004 Benetton Treviso - 2005 Calvisano - 2006 Benetton Treviso - 2007 Benetton Treviso - 2008 Calvisano - 2009 Benetton Treviso - 2010 Benetton Treviso - 2011 Petrarca Padova - 2012 Calvisano - 2013 Mogliano - 2014 Calvisano | - 2015 Calvisano - 2016 Rovigo Delta - 2017 Calvisano - 2018 Petrarca - 2019 Calvisano - 2020 Nicht ausgespielt - 2021 Rovigo Delta - 2022 Petrarca - 2023 Rovigo Delta |